# 7,5 cm leFK 18
7,5 cm leichte Feldkanone 18 – niemiecka armata polowa skonstruowana w okresie międzywojennym.
Na początku lat 30. w zakładach Krupp i Rheinmetall AG rozpoczęto projektowanie nowoczesnej armaty polowej kalibru 75 mm, następcy 7,7 cm FK 16. W połowie lat 30. prace uległy spowolnieniu ponieważ armia niemiecka postanowiła zmodernizować posiadane FK 16 poprzez wymianę lufy na nową kalibru 75 mm. Powstała w ten sposób armata 7,5 cm FK 16 n.A. Zmodernizowane działa nadal nie spełniały wszystkich wymagań i dlatego w drugiej połowie lat 30. do uzbrojenia postanowiono przyjąć armatę 75 mm firmy Krupp.
Pierwsze egzemplarze nowego działa trafiły w ręce żołnierzy w 1938 roku, ale produkcji masowej leFK 18 nie uruchomiono ponieważ działo okazało się zbyt drogie i skomplikowane w produkcji. Dodatkowo zdecydowano oprzeć artylerię polową nie na armatach kalibru 75 mm, ale haubicach kalibru 105 mm typu 10,5 cm leFH 18. Dlatego produkcję dział kontynuowano wyłącznie ma eksport. Były one kupowane przez kraje Ameryki Południowej, m.in. Brazylię.